# Венгеров, Максим Александрович
Макси́м Алекса́ндрович Венге́ров (род. 20 августа 1974, Челябинск) — советский, российский и израильский скрипач, дирижёр, лауреат премии «Грэмми» (2003).

## Биография
Родился в 1974 году в Челябинске в еврейской семье и тогда же был перевезён в Новосибирск. Из музыкальной семьи: мать, Лариса Борисовна Венгерова, руководила хором в детском доме, была директором музыкальной школы, автор книги «Педагогический этюд» (2004); отец, Александр Венгеров, работал гобоистом в Новосибирском филармоническом оркестре. Со стороны отца семья вела своё происхождение из Слоки и Шавли.
В возрасте 5 лет Максим начал учиться играть на скрипке у Галины Степановны Турчаниновой. Когда в 1981 году Галина Степановна переехала в Москву, Максим уехал вместе с ней и стал учиться в ЦМШ. В конце 1983 года он вернулся в Новосибирск и продолжил свое обучение в классе Захара Брона. В начале 1984 года Максим выиграл 1-й приз на Международном конкурсе молодых скрипачей имени Генриха Венявского и Кароля Липинского.
В 1984 году Захар Брон представил 10-летнего Максима Венгерова композитору Тихону Хренникову, который впоследствии опекал его и очень много сделал для его становления и для того, чтобы его имя стало известно во всём мире. Вплоть до отъезда Венгерова в Германию в 1989 году, Хренников и Венгеров активно гастролировали с концертами по СССР, США и Европе, где юный скрипач с большим успехом исполнял Второй скрипичный концерт композитора.
В 1989 году вместе с семьёй своего учителя, профессора Новосибирской консерватории Захара Брона и другими его учениками — Вадимом Репиным, Николаем Мадоевым и Натальей Прищепенко — переехал в Любек (Германия). В следующем году получил гражданство Израиля. Также является гражданином Германии.
В 1990 году выиграл Конкурс скрипачей имени Флеша в Лондоне, в 1995 году удостоен итальянской премии Академии Киджи как выдающийся молодой музыкант.
Максим Венгеров был назначен эмиссаром ЮНИСЕФ. В этой роли он играл для детей Уганды, Гарлема, Таиланда и Косово. Имеет звание почётного посла культуры Израиля.
6 раз был номинирован на премию «Грэмми», а также стал лауреатом премии «Грэмми» в номинации «Лучший инструментальный солист с оркестром» (2003).
В 2005 году преподавал в лондонской Королевской академии музыки. В 2008 году из-за болезни пальцев руки объявил о своём решении приостановить исполнительскую карьеру, сосредоточившись на педагогической деятельности и дирижировании. Начиная с 2011 года вернулся на большую сцену в качестве исполнителя. В 2020 году получил звание почетного профессора Петербургской консерватории.
На сегодняшний[когда?] момент, Максим Венгеров выпустил около 20 альбомов, как сольных, так и оркестровых записей.

## Скрипка
Венгеров в настоящее[когда?] время играет на скрипке Страдивари «ex-Kreutzer» («бывшая Крейцера») конца 1727 года, сделанной сразу после «Золотого века» скрипок Страдивари, которая ранее принадлежала французу Родольфу Крейцеру (1766—1831), в честь которого была названа 9-я скрипичная соната Бетховена. Скрипка была приобретена при поддержке графини Йоко Нагаэ Ческина на аукционе Кристис 1 апреля 1998 года, в покупке посодействовал торговец скрипками Хаим Лазаров, была выкуплена за 947 500 фунтов стерлингов.

## Семья
Жена — искусствовед Ольга Александровна Грингольц (сестра скрипача Ильи Грингольца); две дочери, в данный[когда?] момент проживает в Монако.

## Награды
- Кавалер ордена Культурных заслуг (2019 год, Монако).
- Кавалер ордена «За заслуги перед культурой»[рум.] в категории B «Музыка» (2009 год, Румыния)[17][18].
- Орден «За заслуги» (земля Саар, Германия).
- Премия «Грэмми» (2003 год).
- Премия Шостаковича (2005 год)[19].